# 田畑一雄
田畑 一雄（たばた かずお、1963年〈昭和38年〉5月30日 - ）は、日本の労働・厚生労働官僚。

## 来歴
兵庫県出身。1987年（昭和62年）3月、京都大学法学部を卒業し、同年4月、労働省へ入省。
入省後、厚生労働省大臣官房地方課地方企画官、同総務課企画官、雇用均等・児童家庭局雇用均等政策課均等業務指導室長、職業安定局総務課公共職業安定所運営企画室長、厚生労働省大臣官房人事課秘書官事務取扱、職業能力開発局能力開発課長、職業安定局派遣・有期労働対策部需給調整事業課長、厚生労働省参事官、政策統括官付労働政策担当参事官室長、埼玉労働局長、大阪労働局長、厚生労働省大臣官房審議官（職業安定担当）などを歴任。途中、内閣府などに出向し、広島県商工労働部職業安定課長、在中華人民共和国日本国大使館一等書記官、内閣府構造改革特区担当室参事官、内閣府地域活性化推進担当室参事官、内閣官房内閣参事官（内閣官房副長官補付）、高齢・障害・求職者雇用支援機構理事長代理などを務めた。
2021年（令和3年）10月1日、中央労働委員会事務局長に就任。2023年（令和5年）7月4日、辞職。

## 年譜
- 1986年（昭和61年）10月 - 国家公務員採用Ⅰ種試験（法律）合格[1]
- 1987年（昭和62年）
  - 3月 - 京都大学法学部卒業[1]
  - 4月 - 労働省入省[1]
- 1988年（昭和63年）4月 - 広島県商工労働部職業安定課[1]
- 1989年（平成元年）4月 - 労働省労政局労働法規課[1]
- 1993年（平成5年）6月 - 労働省労働基準局監督課[1]
- 1995年（平成7年）6月 - 労働省職業能力開発局海外協力課外国人研修推進室室長補佐[1]
- 1996年（平成8年）4月 - 広島県商工労働部職業安定課長[1]
- 1997年（平成9年）10月 - 労働省職業安定局高齢・障害者対策部障害者雇用対策課課長補佐[1]
- 1998年（平成10年）10月 - 労働省職業安定局高齢・障害者対策部障害者雇用対策課 障害者雇用専門官[1]
- 1999年（平成11年）
  - 1月 - 労働省労政局労働組合課課長補佐[1]
  - 4月 - 在中華人民共和国日本国大使館一等書記官[1]
- 2002年（平成14年）5月 - 厚生労働省大臣官房地方課課長補佐[1]
- 2003年（平成15年）4月 - 厚生労働省大臣官房地方課地方企画官[1]
- 2004年（平成16年）
  - 6月 - 厚生労働省大臣官房総務課企画官[1]
  - 6月 - （併）政策統括官付労働政策担当参事官室[1]
  - 9月 - 厚生労働省雇用均等・児童家庭局雇用均等政策課均等業務指導室長[1]
- 2005年（平成17年）8月 - 厚生労働省職業安定局総務課公共職業安定所運営企画室長[1]
- 2006年（平成18年）9月 - 厚生労働省大臣官房人事課秘書官事務取扱[1]
- 2007年（平成19年）
  - 8月 - 内閣府構造改革特区担当室参事官[1]
  - 10月 - 内閣官房地域活性化統合事務局参事官[1]
- 2008年（平成20年）4月 - 内閣府地域活性化推進担当室参事官[1]
- 2009年（平成21年）7月 - 厚生労働省職業能力開発局能力開発課長[1]
- 2011年（平成23年）7月 - 厚生労働省職業安定局派遣・有期労働対策部需給調整事業課長[1]
- 2012年（平成24年）8月 - 内閣官房内閣参事官（内閣官房副長官補付）[1]
- 2014年（平成26年）
  - 9月 - 厚生労働省参事官[1]
  - 9月 - （併）政策統括官付労働政策担当参事官室長[1]
- 2015年（平成27年）10月 - 厚生労働省埼玉労働局長[1]
- 2017年（平成29年）7月 - 厚生労働省大阪労働局長[1]
- 2018年（平成30年）7月 - 厚生労働省大臣官房審議官（職業安定担当）[4]
- 2019年（令和元年）10月 - 高齢・障害・求職者雇用支援機構理事長代理[5]
- 2021年（令和3年）10月 - 中央労働委員会事務局長[2]
- 2023年（令和5年）7月 - 辞職[3]